# Pseudoalataspora sebastei
Pseudoalataspora sebastei is een microscopische parasiet uit de familie Alatasporidae. Pseudoalataspora sebastei werd in 1998 beschreven door Bakay & Grudnev. 